# 詹驌
詹驌，宋朝政治人物。
詹驌曾于1227年接替王琮任华亭县知县一职，1228年由黄崖接任。